# Wilfried Ndollo Bille
Wilfried Chancy Ndollo Bille (* 15. April 2005 in Mbanga) ist ein kamerunischer Fußballspieler, der aktuell beim HSC Montpellier in der Ligue 1 spielt.

## Karriere
Ndollo Bille spielte bis Ende August 2023 bei der Jugendakademie Academy Foot de Douala in seinem Heimatland Kamerun. Anschließend wechselte er in das Centre de Formation des HSC Montpellier. In der Saison 2023/24 war er direkt bei der A-Jugend gesetzt, spielte 15 Mal und erreichte mit dem Team die Finalrunde der Championnat National U17. Zudem sammelte er seine ersten Spielminuten bei der Reservemannschaft der Herren in der National 3. Nach weiteren Reservepartien debütierte Ndollo Bille am 8. März 2025 (25. Spieltag) in der Ligue 1 nach später Einwechslung bei einer 0:1-Niederlage gegen den OSC Lille.